# マンビー人生
「マンビー人生」（マンビーじんせい）は、1993年5月21日に発売された爆風スランプ24枚目シングル。「男はみんな女が嫌い」「いつか逆転」の2曲がタイアップ曲でトリプルA面シングルとなっている。

## 収録曲
1. マンビー人生
  - 作詞：ファンキー末吉・サンプラザ中野、作曲：ファンキー末吉・東京バナナボーイズ
2. 男はみんな女が嫌い
  - 作詞：サンプラザ中野、作曲：パッパラー河合・東京バナナボーイズ
3. いつか逆転
  - 作詞・作曲：サンプラザ中野

## 収録アルバム
- GOLDEN☆BEST 爆風スランプ ALL SINGLES (#1)